# H.320
H.320 — набор рекомендаций ITU для видеоконференций и передачи мультимедиа посредством сети ISDN. Включает в себя требования к обработке аудио- и видеоинформации, описывает универсальные форматы для обеспечения совместимости различных устройств ввода-вывода звука и видеоизображения, определяет протоколы для взаимодействия систем конференций и синхронизации аудио- и видеосигналов.
Основными составляющими стандарта являются протоколы H.221, H.230/H.242, H.231/H.243, аудиокодек G.711, видеокодеки H.261 и H.263.